# De Grootste Belg

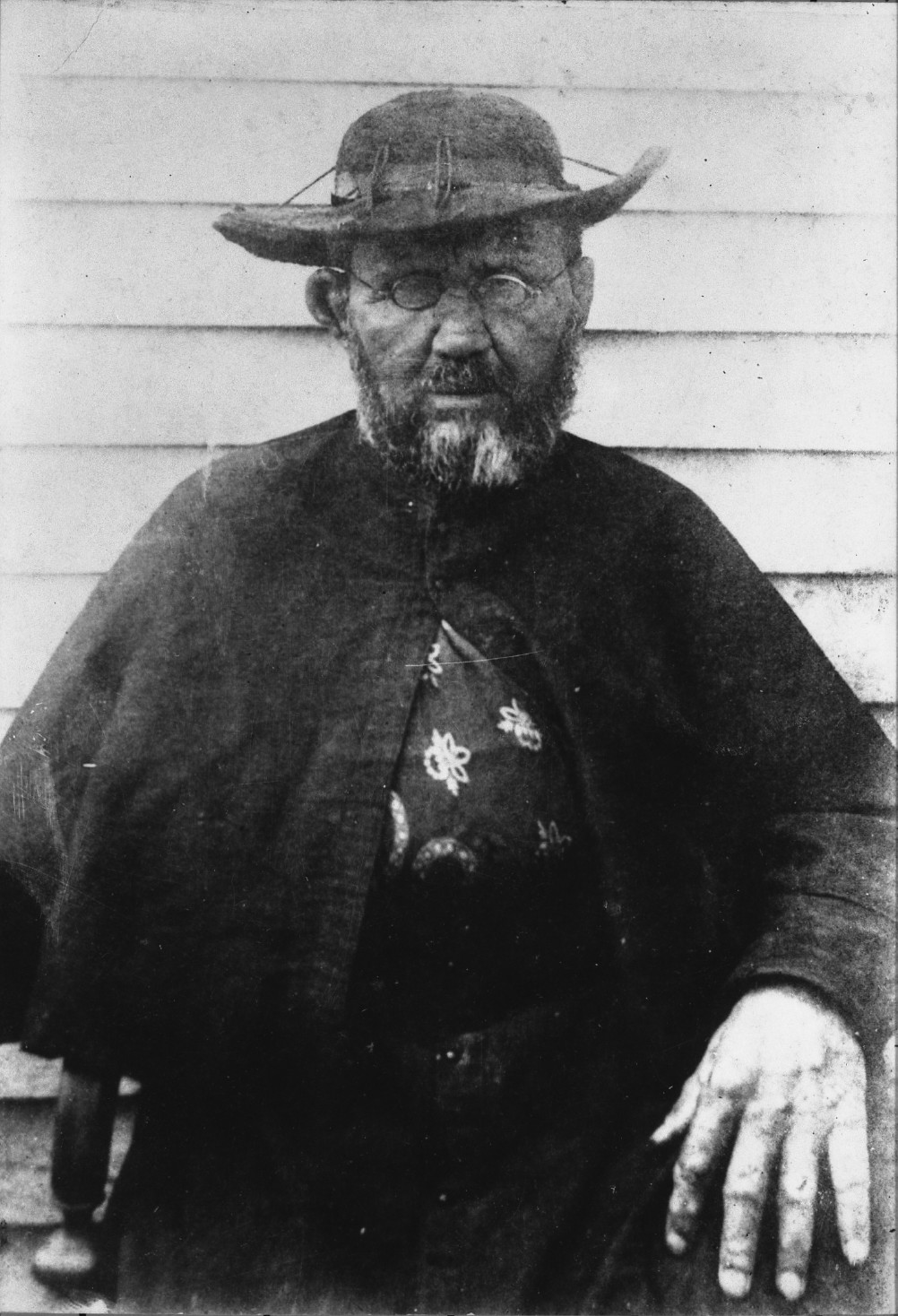
De twee grootste Belgen waren Pater Damiaan (VRT) ...

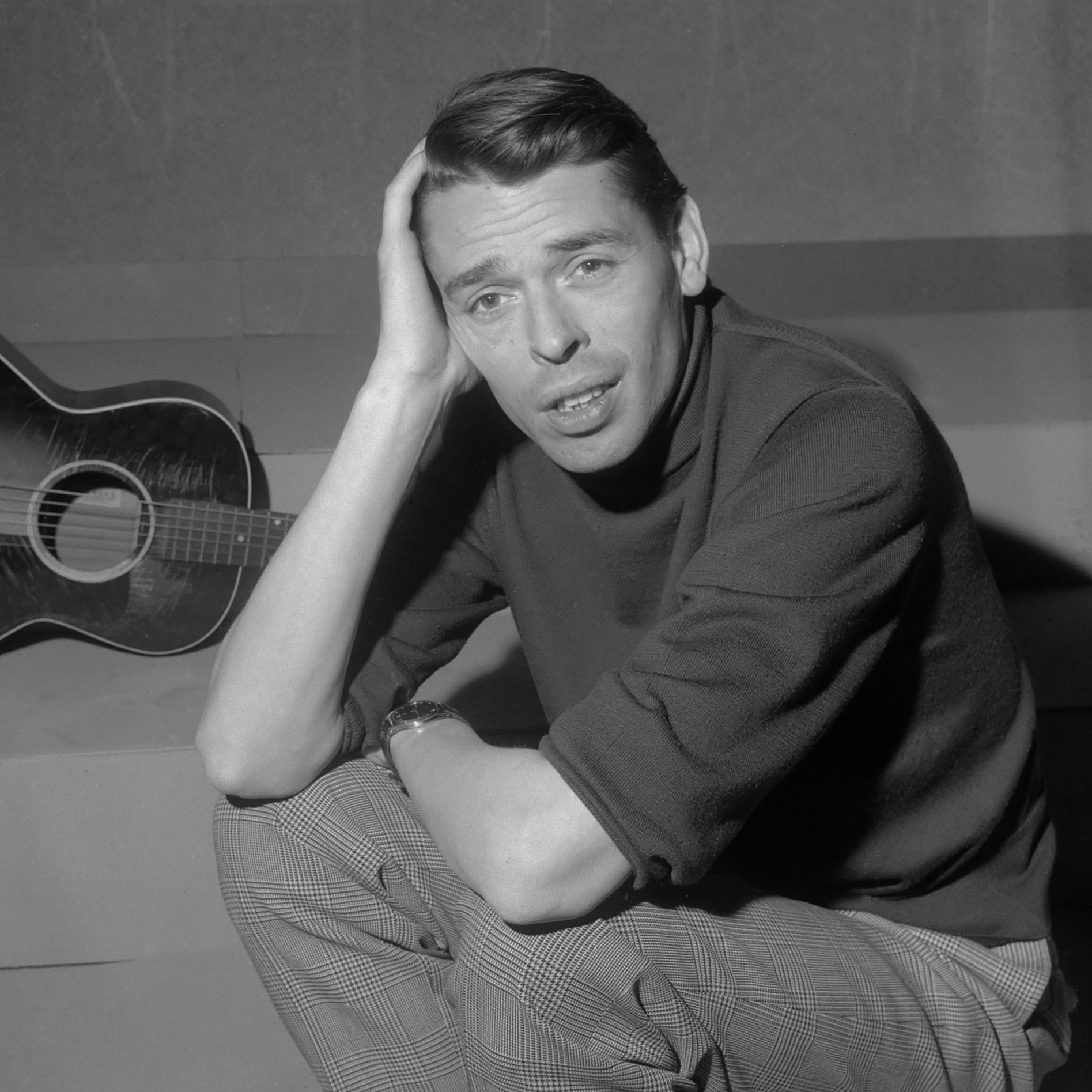
... en Jacques Brel (RTBF).

De Grootste Belg was een televisieprogramma dat in 2005 door de Nederlandstalige zender Canvas en de radiozender Radio 1 uitgezonden werd. De finale vond plaats op 1 december. Tegelijk met de verkiezing van De Grootste Belg door de Vlaamse openbare tv-zender liep een soortgelijke, onafhankelijke verkiezing door de Franstalige omroep RTBF. Er werden dus twee Grootste Belgen verkozen.

## Concept
De tweespalt in de verkiezing om de grootste Belg is volgens sommigen dan ook symptomatisch voor de verdeeldheid van België. De twee verkiezingen verschilden op enkele punten: zo was het Koningshuis populair bij de Franstaligen en stemden de Vlamingen veel voor sportfiguren.
De organisatie van de twee kanten was niet identiek. Langs Vlaamse kant ging men uit van een lijst van honderd kandidaten, geselecteerd door een commissie van wijzen, waar het publiek elf namen kon aan toevoegen. Langs Franstalige kant werd vanaf het begin vrij gestemd. Het gevolg was dat er op de Franstalige lijst opvallend veel vedetten stonden, terwijl de Vlaamse lijst een meer elitair karakter had, met duidelijk meer geleerden en kunstenaars.
Pater Damiaan kwam in Vlaanderen als winnaar uit de bus; voor de Franse Gemeenschap werd het Jacques Brel.
De verkiezing op Canvas verliep in drie stappen: een stemming voor het toevoegen van de elf extra namen bij de eerder geselecteerde honderd, een verkiezing van een top 10 en tot slot een eindstemming. De eerste ronde werd afgesloten op 22 april 2005. Uit de 111 kandidaat-Grootste Belgen werd daarna een top 10 gekozen. Stemmen voor deze top 10 kon tot 15 mei 2005 via de website van De Grootste Belg.
Op 17 oktober 2005 werd de top 10 onthuld in een startshow op Canvas. Tot 24 november 2005 werd wekelijks een portret van een van de tien kandidaten uitgezonden. Tot die dag konden stemmen uitgebracht worden op de persoon die de Grootste Belg moest worden. Op 1 december werd in een slotshow op Canvas de Grootste Belg bekendgemaakt. De Grootste Belg werd de Heilige Damiaan van Molokai (Jozef De Veuster), gevolgd door Paul Janssen op de tweede plaats en op de derde plaats Eddy Merckx, die als commentaar gaf dat hij zich dood zou hebben geschaamd als hij vóór Damiaan zou zijn geëindigd.
In de verkiezing georganiseerd door de RTBF eindigde Jacques Brel op de eerste plaats, gevolgd door Koning Boudewijn en Pater Damiaan.
Het maandblad Deng organiseerde op hetzelfde moment een verkiezing van de Ergste Belg. De winnaar werd Filip Dewinter.

## Top tien
De einduitslag van de stemming zag er als volgt uit.
| VRT | RTBF |
| --- | --- |
| 1. Pater Damiaan 2. Paul Janssen 3. Eddy Merckx 4. Ambiorix 5. Adolf Daens 6. Andreas Vesalius 7. Jacques Brel 8. Gerard Mercator 9. Peter Paul Rubens 10. Hendrik Conscience | 1. Jacques Brel 2. Boudewijn van België 3. Pater Damiaan 4. Eddy Merckx 5. Zuster Emmanuelle 6. José van Dam 7. Benoît Poelvoorde 8. Hergé 9. René Magritte 10. Georges Simenon |

## Lijsten
- Lijst van nominaties voor de Grootste Belg (VRT), nominatie-top 10, en de overige 111 genomineerden
- Lijst van nominaties voor de Grootste Belg (RTBF), nominatie-top 10, en de rest van de top 100
- Lijst van nominaties voor de Grootste Belg (alfabetisch)
- Lijst van nominaties voor de Grootste Belg (naar vakgebied)
- Lijst van aanvankelijke nominaties voor de Grootste Belg (VRT)

## Andere verkiezingen
- De krant Het Nieuwsblad organiseerde in december 2004 en januari 2005 zijn eigen verkiezing van de grootste Belg aller tijden, of "Belg der Belgen". Uit tien categorieën met in totaal 170 namen kon men telkens één supergenomineerde kiezen; de finaleronde leverde de volgende eindrangschikking op:

1. Pater Damiaan: 40%
2. Eddy Merckx: 18,8%
3. Paul Janssen: 16,4%
4. Peter Paul Rubens: 7,5%
5. Jacques Brel: 4%
6. Jan Decleir: 4%
7. Ernest Claes: 3,4%
8. René Magritte: 2,5%
9. Adolphe Sax: 1,7%
10. Victor Horta: 1,7%